# Организейшън (група)
Organisation е експериментална, електронна германска музикална група, която е предшественик на Крафтверк. Нейните основатели Флориан Шнайдер и Ралф Ютер са по-късни членове на Крафтверк.
Единственият им албум Tone Float, е продуциран от Конрад „Кони“ Планк, и издаден от RCA Victor label в Англия през 1970 г. Намира се в Германия само чрез внос, поради което албумът се продава слабо и RCA решава да прекрати договора си с групата, след което тя се разпада и нейните членове основават „Крафтверк“. Tone Float е албум, който се цитира в дискографията на Крафтверк.